# Hōjō Shigetoki (1333)
Pour les articles homonymes, voir Hōjō Shigetoki.
Hōjō Shigetoki (北条茂時, ?-4 juillet 1333) du clan Hōjō est le quatorzième et dernier rensho (assistant du shikken) de 1330 à sa mort en 1333.